# Polemika
Polemika (starogrčki πόλεμος Polemos, suočavanje, konflikt, rat ") označava oštre rasprave u okviru političkih, književnih ili znanstvenih diskusija. 
Polemičko novinarstvo je uobičajeno u zemljama gdje klevete zakonski nisu strogo kažnjive. Polemika je poseban način razradbe nekih životnih, književnih ili znanstvenih problema u kojemu se često na živ,uvjerljiv i zanimljiv način sukobljavaju zastupnici različitih,najčešće međusobno oprečnih,mišljenja,stajališta i uvjerenja. Polemika je javna rasprava,može biti pismena ili usmena borba mišljenja.

## Oznake
Polemizirati znači boriti se protiv drugoga mišljenja. Polemičar ne želi Konsenzus, nego želi u retoričkom natječaju pobijediti.
Kao suprotnost polemici ponekad se spominje Apologija.
Karakteristike polemike često su oštre i direktne izjave, a često i osobni napadi s ciljem demaskirati protivnika.
Često se iznose pretjerivanja, ironije i sarkazmi s ciljem umanjivanja protivnikove vjerodostojnosti, njegova ugleda i eventualno i njegova integriteta.
Polemika je često negativno konotirana iako je u nekom pogledu jedan od temelja parlamentarne demokracije: Predizborna utrka bez polemike ne bi postojala kao takva.   